# Dos Mares Shopping
El Dos Mares Shopping es un centro comercial situado en el municipio español de San Javier (Región de Murcia).

## Historia
La construcción del complejo se inició en enero de 2003, adjudicada a la UTE Comercial San Javier Shopping-Erosmer Iberica. Fue inaugurado en marzo de 2004, un año después del inicio de su edificación. Inicialmente estuvo gestionado por Eroski y el grupo Sonae Sierra, pasando esta última a ser propietaria única en 2005.
En 2019, el centro comercial fue comprado por General de Galerías Comerciales, asumiendo su gestión.
En 2024, el centro comercial fue sometido a una renovación integral. Se ha actualizado toda la iluminación y añadido elementos decorativos singulares. También se han reformado los accesos principales, incorporando la identidad corporativa actual.

## Instalaciones
El centro cuenta con una superficie bruta alquilable de 25 000 metros cuadrados, con más de 70 tiendas y 16 restaurantes. Dispone también de 8 salas de cine. Cuenta con un parking gratuito en superficie para 1250 vehículos.

## Comunicaciones

### En coche
La carretera N-332 transcurre paralela al complejo. Desde la AP-7, se alcanza el centro tomando la salida 777 (San Pedro del Pinatar, Lo Pagán y El Mirador).

### Autobús

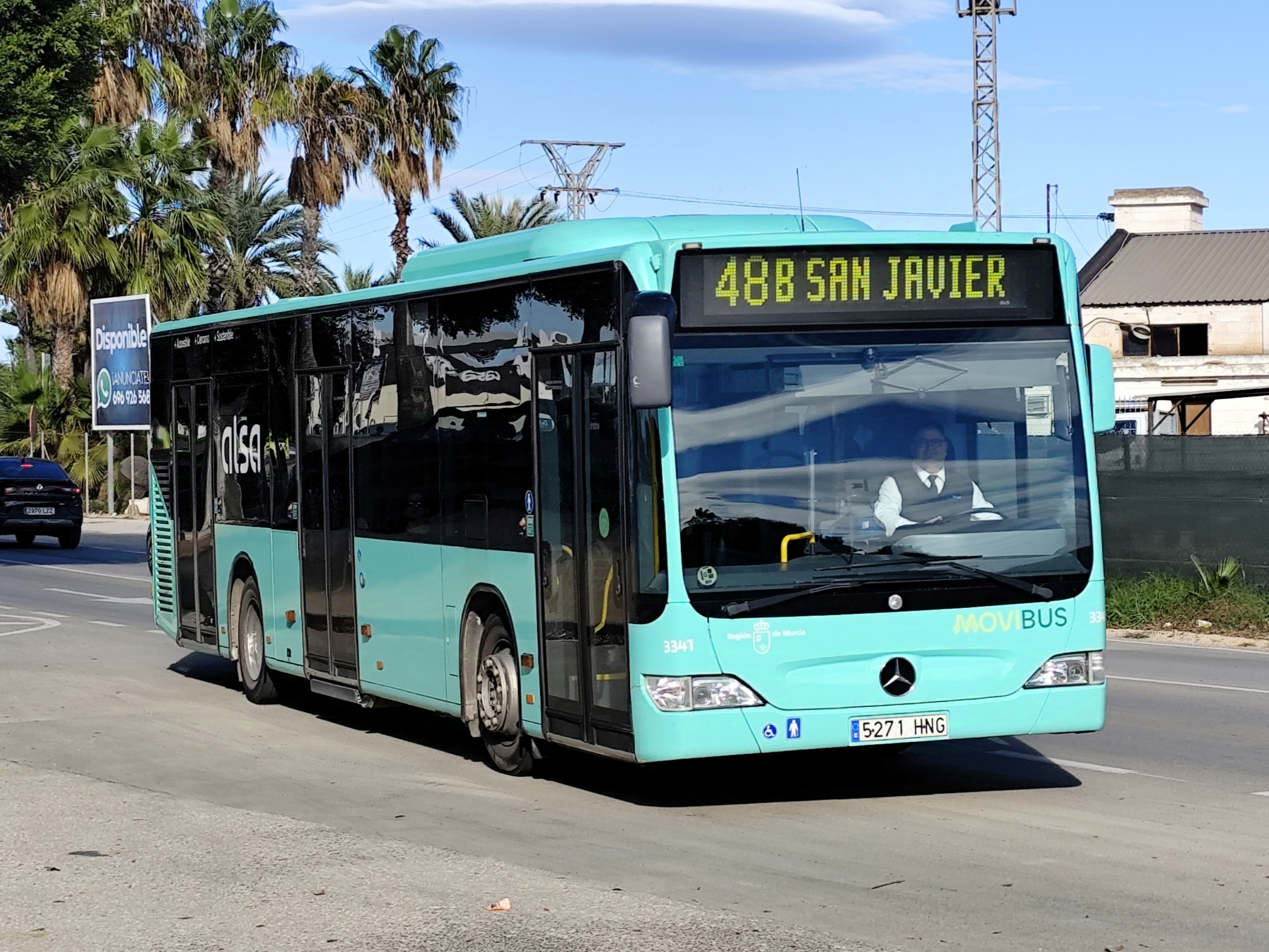
Autobús de la línea 48B junto a la marquesina.

Dos líneas interurbanas de Movibus tienen parada junto al complejo, en la avenida de El Mirador.
| Línea | Recorrido                                                                       | Operador       |
| ----- | ------------------------------------------------------------------------------- | -------------- |
| 48A   | San Pedro del Pinatar - Santiago de la Ribera - San Javier - Hospital Los Arcos | ALSA (TUCARSA) |
| 48B   | San Pedro del Pinatar - El Mirador - San Javier                                 | ALSA (TUCARSA) |